# Базошу Ноу (Тимиш)
Базошу Ноу (рум. Bazoșu Nou) насеље је у Румунији у округу Тимиш у општини Буковац. Oпштина се налази на надморској висини од 94 m.

## Становништво
Према подацима из 2002. године у насељу је живело 260 становника, од којих су сви румунске националности.